# Cheiracanthium conspersum
Cheiracanthium conspersum es una especie de araña del género Cheiracanthium, familia Cheiracanthiidae, suborden Araneomorphae. Fue descrita científicamente por Thorell en 1891.

## Distribución
Se distribuye por India.